# Сын Сисамут
Сын Сисаму́т (кхмер. ស៊ីន ស៊ីសាមុត [sɨn siːsaːmut]; 23 августа 1932 – 18 июня 1976) — знаменитый камбоджийский певец, композитор и автор песен, имел звание неофициального «короля камбоджийской эстрады», его песни сочетали традиционную кхмерскую музыку с элементами ритм-энд-блюза и рок-н-ролла. Карьера Сисамута началась в середине 1950-х гг. и оборвалась в апреле 1975 года, после прихода к власти Красных Кхмеров. Погиб во время геноцида в Камбодже 1975—1979 гг., обстоятельства его смерти до сих пор не установлены.

## Биография

### Ранние годы
Сын Сисамут родился 23 августа 1932 года в провинции Стынгтраенг на севере Камбоджи, был младшим ребенком из четырёх детей в семье Сын Лиенга (отец) и Сын Бонлыа (мать)
. С материнской стороны в предках Сисамута были народности лао и хань. Он рос со старшим братом и двумя сестрами, когда его отец, сначала тюремный надзиратель в провинции Баттамбанг, затем - военный, умер от болезни. Мать будущего артиста снова вышла замуж, в новом браке у неё родились ещё двое детей. Когда Сисамуту было пять лет, он пошёл в начальную школу, а спустя несколько лет заинтересовался игрой на гитаре и начал выступать на школьных мероприятиях. В начале 1950-х гг. Сисамут окончил школу и планировал стать врачом, но продолжал работать над развитием своего музыкального таланта и вокальных данных и писал песни. Как и в начальной школе, он стал местной знаменитостью в медицинской школе и часто выступал на различных мероприятиях и церемониях. После обретения Камбоджей независимости от Франции в 1953 году голос Сисамута стал звучать на национальном радио, но он все равно продолжал занятия медициной и одновременно работал в госпитале Preah Ketomealea.

### Карьера
После окончания военно-медицинской школы Сисамут женился на своей двоюродной сестре Каеу Тхонгъют (កែវ ថងយុត), у четы было четверо детей. К этом моменту он достиг наибольшей популярности и оставался самым популярным артистом страны на протяжении последующих двадцати лет. До 1970 года Сисамут выступает в составе королевского оркестра, куда был принят по личному приглашению тогдашнего главы государства — Нородома Сианука. После государственного переворота 1970 года, Сисамут открыто поддержал генерала Лон Нола и стал выступать на радио с песнями в поддержку новых властей. Как и многие горожане, во времена гражданской войны Сын принимал участие в обороне столицы и дослужился до звания капитана.
Когда 17 апреля 1975 года красные кхмеры захватили Пномпень, Сисамут был изгнан из города вместе с миллионами других жителей. К этому времени он женился во второй раз на танцовщице Королевского балета, беременной их вторым ребенком. Обстоятельства его гибели на полях смерти неизвестны, но его имя связывали со старым правительством. Трое его детей от первого брака смогли пережить геноцид Пол Пота, один из них, Сын Тянчая (ស៊ីន ចាន់ឆាយ៉ា), стал певцом по примеру отца.

## Творчество
Творчество Сисамута оказало столь значительное влияние на развитие камбоджийской музыки, что даже годы террора уничтожение всех оригиналов его записей не смогли этого изменить. Исполнение Сисамутом кавер-версии «The House of the Rising Sun» считается одним из лучших исполнений этой песни всех времен и народов. Все известные записи были найдены на магнитофонных кассетах и виниловых пластинках, а впоследствии были оцифрованы и сохраняются для будущих поколений. Сегодня в Камбодже продолжают звучать песни в оригинальном исполнении Сын Сисамута, так и ремиксы его композиций.

## Семья
- Отец — Сын Леанг (кхмер. ស៊ីន លាង)
- Мать — Сын Бонлыа (кхмер. ស៊ីន ប៊ុនលឿ)